# Carneoryctes wingarus
Carneoryctes wingarus är en skalbaggsart som beskrevs av Phillip B. Carne 1957. Carneoryctes wingarus ingår i släktet Carneoryctes och familjen Dynastidae. Inga underarter finns listade.